# Mainpuri
Mainpuri ist eine Stadt im nordindischen Bundesstaat Uttar Pradesh.
Mainpuri liegt in der nordindischen Ebene 100 km östlich von Agra. Die Stadt liegt zwischen den Flussläufen von Yamuna und Ganges. Mainpuri ist Verwaltungssitz des gleichnamigen Distrikts.
Die nationale Fernstraße NH 91 (Aligarh–Kanpur) führt 15 km nördlich an Mainpuri vorbei. Mainpuri liegt an der Bahnstrecke Firozabad–Fatehgarh.
Mainpuri hat als Stadt den Status eines Nagar Palika Parishad. Sie ist in 25 Wards gegliedert. Beim Zensus 2011 hatte Mainpuri 120.400 Einwohner.